# کوین جویس (بسکتبال)
کوین جویس (انگلیسی: Kevin Francis Joyce؛ زاده ۲۷ ژوئن ۱۹۵۱) یک بازیکن بسکتبال در پست‌های پوینت گارد و شوتینگ گارد اهل ایالات متحده آمریکا است.
از باشگاه‌هایی که در آن بازی کرده‌است می‌توان به ایندیانا پیسرز اشاره کرد.
وی در مسابقات کشوری و بین‌المللی در مجموع برندهٔ ۱ مدال نقره شده‌است.